# Nikolái Burliáyev

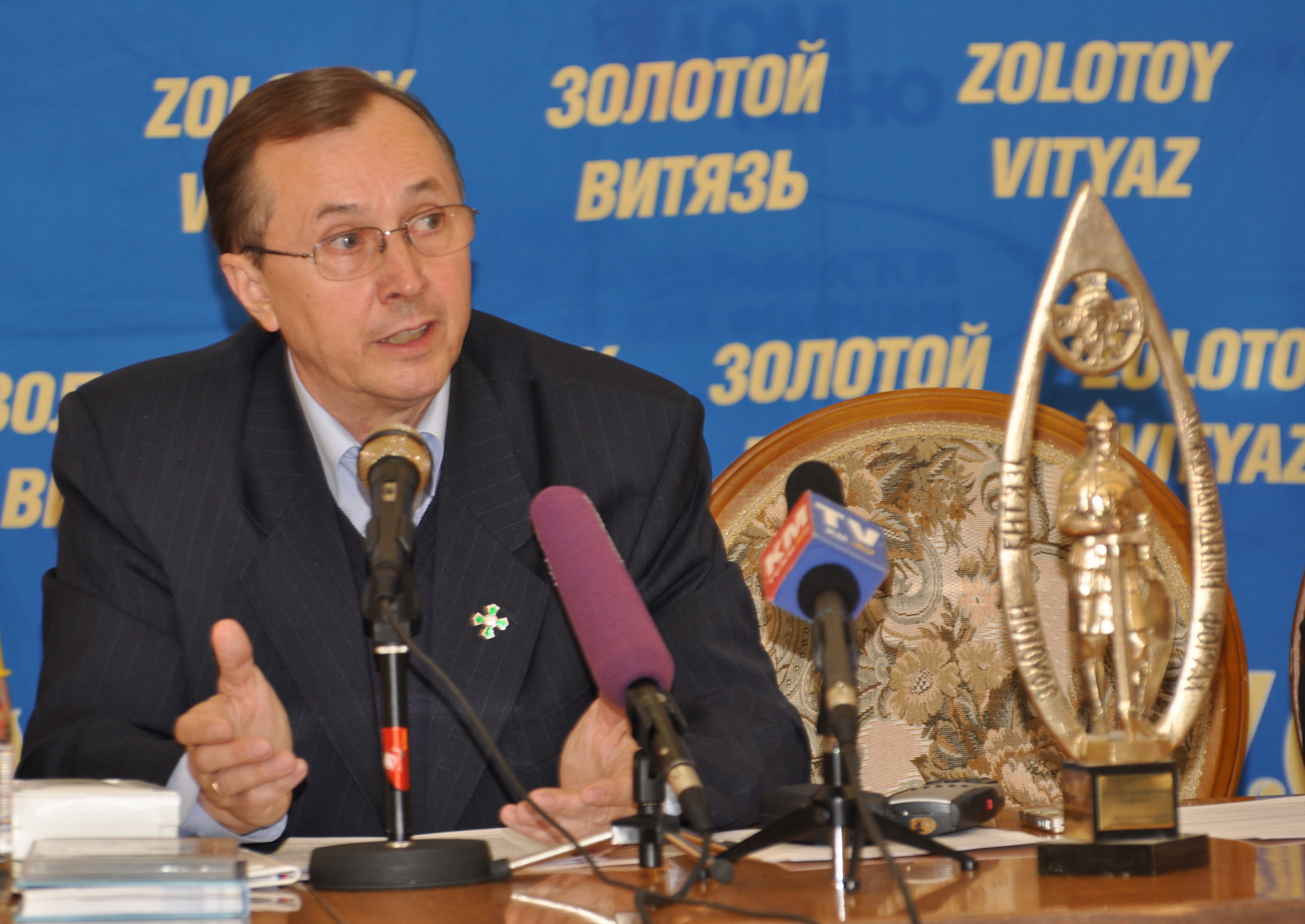
300px!Burliáyev en 2010.

Nikolái Petróvich Burliáyev (Николай Петрович Бурляев, en ruso) (Moscú, 3 de agosto de 1946) es un célebre actor ruso.
Nacido en una familia de actores, comenzó su carrera en el cine y el teatro siendo todavía un niño. Destaca su aparición en la película de Andréi Tarkovski La infancia de Iván (1962), en el papel del niño protagonista. Volvió a trabajar con el mismo director siete años después, interpretando el papel de Boriska en Andréi Rubliov. Ya en edad adulta, una de sus interpretaciones más destacadas fue en la película Voenno-polevói román, de 1983.
Se graduó en la Facultad de Directores de Cine de VGIK, en la que fue alumno de Mijaíl Romm y Lev Kulidzhánov. Como director, una de sus películas más destacadas es Lérmontov, en la que también interpreta el papel protagonista. 
En 1991 fundó el Zolotói Vítyaz, Festival de Cine de los Pueblos Eslavos y Ortodoxos, que se celebra anualmente en Moscú y que Burliáyev dirige desde su fundación. En 1996 creó la Asociación Internacional de Cineastas de los Pueblos Eslavos y Ortodoxos, de la que es presidente.
Está casado con Natalia Bondarchuk, por lo que es yerno de Serguéi Bondarchuk y de Inna Makárova.

## Filmografía selecta
- 1962 : La infancia de Iván, como Iván
- 1969 : Andréi Rubliov, como Boriska
- 1969 : Mama Married como Borka Gólubev
- 1970 : Gambler como Alekséi Ivánovich
- 1971 : Checkpoint
- 1979 : Little Tragedies
- 1983 : War-Time Romance as Netuzhilin
- 1986 : Lérmontov, como Mijaíl Lérmontov
- 1994 : El maestro y Margarita, como Jesucristo